# Hoch-Weisel
Hoch-Weisel ist ein Stadtteil von Butzbach im hessischen Wetteraukreis.

## Geographische Lage

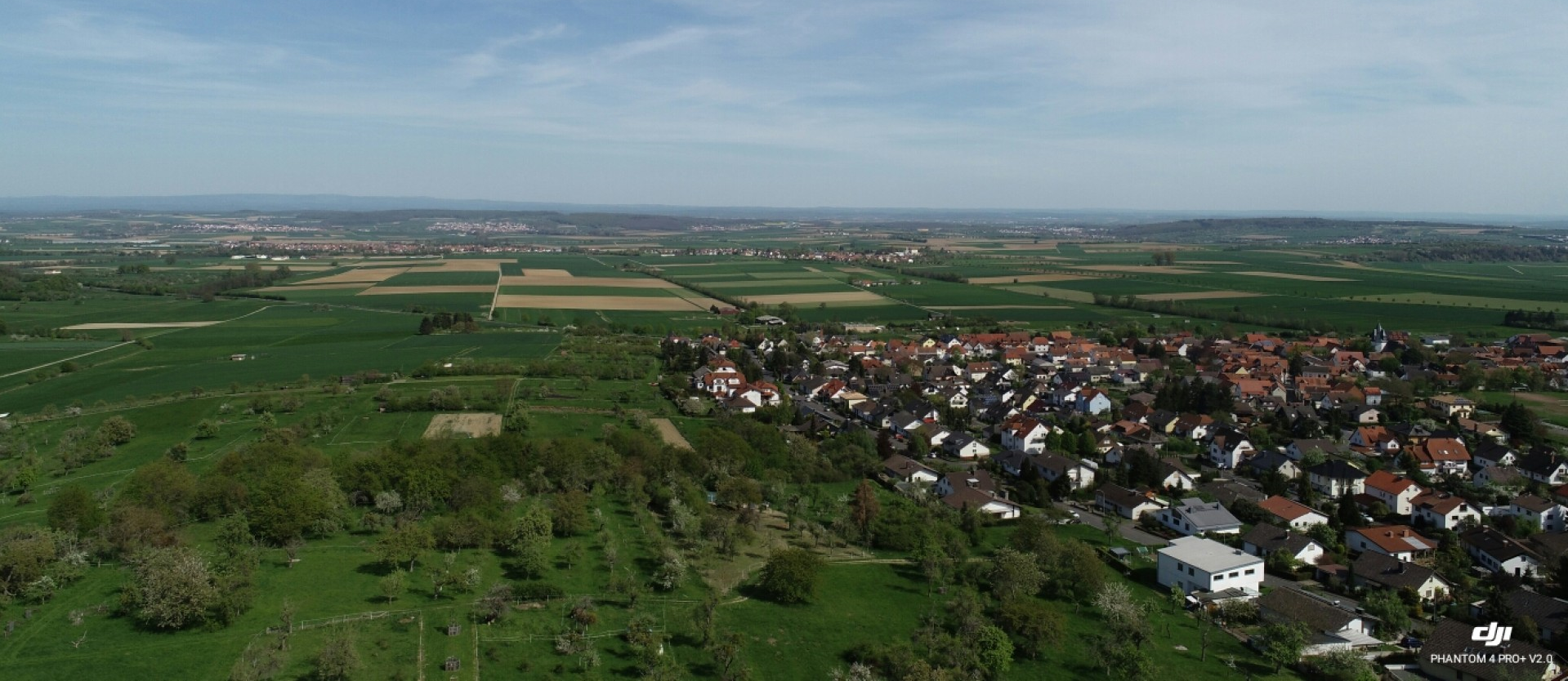
Luftbild von Hoch-Weisel, vom Hausberg aus gesehen

Hoch-Weisel liegt an der Grenze vom Östlichen Hintertaunus im Westen, zur Wetterau im Osten. An der Ostgrenze des Naturparks Taunus befindet es sich 4,4 km südwestlich des Ortskerns von Butzbach, südöstlich unterhalb des Hausberges (485,7 m). Durch Hoch-Weisel fließt der quellnahe Oberlaufbereich des Wetter-Zuflusses Riedgraben, und etwas nördlich der Ortschaft entspringt dessen Zufluss Lattwiesengraben. Hindurch führt die Landesstraße 3056 (Butzbach–Hoch-Weisel–Fauerbach). Die Gemarkungsfläche beträgt 1022 Hektar, davon sind 519 ha bewaldet (Stand: 1961). Die Waldflächen liegen westlich der Ortschaft und erstrecken sich in einem schmaler werdenden Keil bis zum Gickel (505,1 m) kurz vor Bodenrod.

## Geschichte

### Ortsgeschichte
Der Ort ist schon im Frühmittelalter besiedelt. 1231 wird das Dorf erstmals als Hovewisele genannt, was „Hof Weisel“ bedeutet. Im Spätmittelalter war das Dorf von einem breiten, aus Wallgraben und Hecke bestehenden Haingraben umgeben. Der Ort war nur durch Pforten zu erreichen. Neben der Evangelischen Kirche mit ihrem wehrhaften Turm und dem romanischen Taufstein (um 1200) steht das 1366 gegründete klosterähnliche Schwesternhaus, die Klause. Hier wohnten früher Beginen.
Im Zuge der Gebietsreform in Hessen wurde Hoch-Weisel zum 31. Dezember 1970 auf freiwilliger Basis in die Stadt Butzbach eingegliedert. Für den Stadtteil wurde ein Ortsbezirk mit Ortsbeirat und Ortsvorsteher gebildet.

### Verwaltungsgeschichte im Überblick
Die folgende Liste zeigt die Staaten und Verwaltungseinheiten, denen Hoch-Weisel angehört(e):
- vor 1806: Heiliges Römisches Reich, Landgrafschaft Hessen-Darmstadt, Oberfürstentum Hessen, Amt Butzbach und Philippseck[8]
- ab 1806: Großherzogtum Hessen,[Anm. 2] Fürstentum Oberhessen, Amt Butzbach und Philippseck
- ab 1815: Großherzogtum Hessen, Provinz Oberhessen, Amt Butzbach und Philippseck[9]
- ab 1821: Großherzogtum Hessen, Provinz Oberhessen, Landratsbezirk Butzbach[Anm. 3]
- ab 1829: Großherzogtum Hessen, Provinz Oberhessen, Verlegung und Umbenennung in Landratsbezirk Friedberg
- ab 1832: Großherzogtum Hessen, Provinz Oberhessen, Kreis Friedberg
- ab 1848: Großherzogtum Hessen, Regierungsbezirk Friedberg
- ab 1852: Großherzogtum Hessen, Provinz Oberhessen, Kreis Friedberg
- ab 1867: Norddeutscher Bund,[Anm. 4] Großherzogtum Hessen, Provinz Oberhessen, Kreis Friedberg
- ab 1871: Deutsches Reich, Großherzogtum Hessen, Provinz Oberhessen, Kreis Friedberg
- ab 1918: Deutsches Reich (Weimarer Republik), Volksstaat Hessen, Provinz Oberhessen, Landkreis Friedberg
- ab 1945: Amerikanische Besatzungszone,[Anm. 5] Groß-Hessen, Regierungsbezirk Darmstadt, Landkreis Friedberg
- ab 1946: Amerikanische Besatzungszone, Land Hessen, Regierungsbezirk Darmstadt, Landkreis Friedberg
- ab 1949: Bundesrepublik Deutschland, Land Hessen, Regierungsbezirk Darmstadt, Landkreis Friedberg
- ab 1970: Bundesrepublik Deutschland, Land Hessen, Regierungsbezirk Darmstadt, Landkreis Friedberg, Stadt Butzbach[Anm. 6]
- ab 1972: Bundesrepublik Deutschland, Land Hessen, Regierungsbezirk Darmstadt, Wetteraukreis, Stadt Butzbach

### Einwohnerentwicklung
- 1961: 853 evangelische (= 83,71 %), 155 katholische (= 15,21 %) Einwohner[1]

| Hoch-Weisel: Einwohnerzahlen von 1834 bis 2022 | Hoch-Weisel: Einwohnerzahlen von 1834 bis 2022 | Hoch-Weisel: Einwohnerzahlen von 1834 bis 2022 | Hoch-Weisel: Einwohnerzahlen von 1834 bis 2022 | Hoch-Weisel: Einwohnerzahlen von 1834 bis 2022 |
| --- | ---------------------------------------------- | ---------------------------------------------- | ---------------------------------------------- | ---------------------------------------------- |
| Jahr |                                                |                                                |                                                | Einwohner                                      |
| 1834 | 1834                                           |                                                | 681                                            | 681                                            |
| 1840 | 1840                                           |                                                | 695                                            | 695                                            |
| 1846 | 1846                                           |                                                | 768                                            | 768                                            |
| 1852 | 1852                                           |                                                | 757                                            | 757                                            |
| 1858 | 1858                                           |                                                | 762                                            | 762                                            |
| 1864 | 1864                                           |                                                | 661                                            | 661                                            |
| 1871 | 1871                                           |                                                | 690                                            | 690                                            |
| 1875 | 1875                                           |                                                | 688                                            | 688                                            |
| 1885 | 1885                                           |                                                | 676                                            | 676                                            |
| 1895 | 1895                                           |                                                | 619                                            | 619                                            |
| 1905 | 1905                                           |                                                | 665                                            | 665                                            |
| 1910 | 1910                                           |                                                | 696                                            | 696                                            |
| 1925 | 1925                                           |                                                | 728                                            | 728                                            |
| 1939 | 1939                                           |                                                | 746                                            | 746                                            |
| 1946 | 1946                                           |                                                | 1.162                                          | 1.162                                          |
| 1950 | 1950                                           |                                                | 1.167                                          | 1.167                                          |
| 1956 | 1956                                           |                                                | 1.045                                          | 1.045                                          |
| 1961 | 1961                                           |                                                | 1.019                                          | 1.019                                          |
| 1967 | 1967                                           |                                                | 1.147                                          | 1.147                                          |
| 1970 | 1970                                           |                                                | 1.203                                          | 1.203                                          |
| 1980 | 1980                                           |                                                | ?                                              | ?                                              |
| 1990 | 1990                                           |                                                | ?                                              | ?                                              |
| 2008 | 2008                                           |                                                | 1.379                                          | 1.379                                          |
| 2010 | 2010                                           |                                                | 1.394                                          | 1.394                                          |
| 2015 | 2015                                           |                                                | 1.380                                          | 1.380                                          |
| 2022 | 2022                                           |                                                | 1.404                                          | 1.404                                          |
| Datenquelle: Historisches Gemeindeverzeichnis für Hessen: Die Bevölkerung der Gemeinden 1834 bis 1967. Wiesbaden: Hessisches Statistisches Landesamt, 1968. Weitere Quellen: LAGIS; 2008–2015; 2022 |                                                |                                                |                                                |                                                |

## Kultur und Sehenswürdigkeiten

### Bauwerke
- Hausbergturm, Aussichtsturm auf dem Hausberg (485,7 m) mit Aussicht unter anderem nach Hoch-Weisel, in die Wetterau und in den Taunus.
- Fachwerkhäuser, teilweise aus dem 16. Jahrhundert

### Regelmäßige Veranstaltungen
- Das Kirchweihfest (Hoyer) am zweiten Sonntag nach Pfingsten, welches schon seit 1572 gefeiert wird.

### Naturräume
- Große Streuobstwiesen

## Wirtschaft und Infrastruktur
- Früher gab es im Ort drei Ziegeleien.
- Heute gibt es noch ein Sägewerk.
- Die Hausbergschule in Hoch-Weisel ist eine Grundschule.

## Söhne und Töchter von Hoch-Weisel
- August Becker (* 17. August 1812 in Hoch-Weisel; † 26. März 1871 in Cincinnati), hessischer Journalist und Politiker sowie ehemaliger Abgeordneter der 2. Kammer der Landstände des Großherzogtums Hessen
- Konrad Philipp Diehl (* 15. November 1873 in Hoch-Weisel; † 30. August 1959 ebenda), Bürgermeister von Hoch-Weisel und Landtagsabgeordneter